# Anomalocera patersoni
Anomalocera patersoni is een eenoogkreeftjessoort uit de familie van de Pontellidae. De wetenschappelijke naam van de soort is voor het eerst geldig gepubliceerd in 1837 door Templeton.